# Превонлу
Превонлу (фр. Prévonloup) — громада  в Швейцарії в кантоні Во, округ Бруа-Вюлі.

## Географія
Громада розташована на відстані близько 55 км на південний захід від Берна, 27 км на північний схід від Лозанни.
Превонлу має площу 1,8 км², з яких на 7,7% дозволяється будівництво (житлове та будівництво доріг), 80,1% використовуються в сільськогосподарських цілях, 12,2% зайнято лісами, 0% не є продуктивними (річки, льодовики або гори).

## Демографія
2019 року в громаді мешкало 194 особи (+38,6% порівняно з 2010 роком), іноземців було 11,9%. Густота населення становила 105 осіб/км².
За віковим діапазоном населення розподілялося таким чином: 26,8% — особи молодші 20 років, 51,5% — особи у віці 20—64 років, 21,6% — особи у віці 65 років та старші. Було 88 помешкань (у середньому 2,2 особи в помешканні).
Із загальної кількості 31 працюючого 12 було зайнятих в первинному секторі, 9 — в обробній промисловості, 10 — в галузі послуг.